# Xapkilei
Xapkilei (en rus: Шапкилей) és un poble de la República de Marí El, a Rússia, que en el cens del 2010 tenia 87 habitants. Pertany al districte rural de Kozmodemiansk.